# ECCO City Greens SC
Der ECCO City Greens Sports Club ist ein 2003 gegründeter botswanischer Fußballverein aus Francistown.
Der Verein ist auch unter dem Namen Mamoja Diskie bekannt.

## Geschichte
Der Verein wurde 2003 gegründet. Der größte Erfolg des Vereins war der Gewinn der Meisterschaft 2007. Am Ende der Saison 2014/15 stieg der Verein als Tabellenletzter in die zweite Liga ab. 2019/20 wurde der Verein Tabellenletzter der zweiten Liga und musste den Weg in die Drittklassigkeit antreten. Wo der Verein heute spielt, ist unbekannt.

## Erfolge
- Botswanischer Meister: 2007
- Botswanischer Pokalfinalist: 2007

## Stadion
Seine Heimspiele trägt der Verein im Francistown Stadium in Francistown aus. Das Stadion hat ein Fassungsvermögen von 26.500 Personen.